# Rue de Paris (Rennes)
Pour les articles homonymes, voir Rue de Paris.
La rue de Paris est une voie de communication située à Rennes, en Bretagne.

## Situation et accès
La rue de Paris se trouve à l'Est du centre-ville de Rennes. Elle prolonge la rue Martenot, son origine est à l'angle avec la rue de Viarmes. Elle se termine à l'intersection avec le boulevard de Strasbourg.

## Origine du nom
Son nom vient du fait qu'il s'agit de la route historique menant à Paris.

## Historique

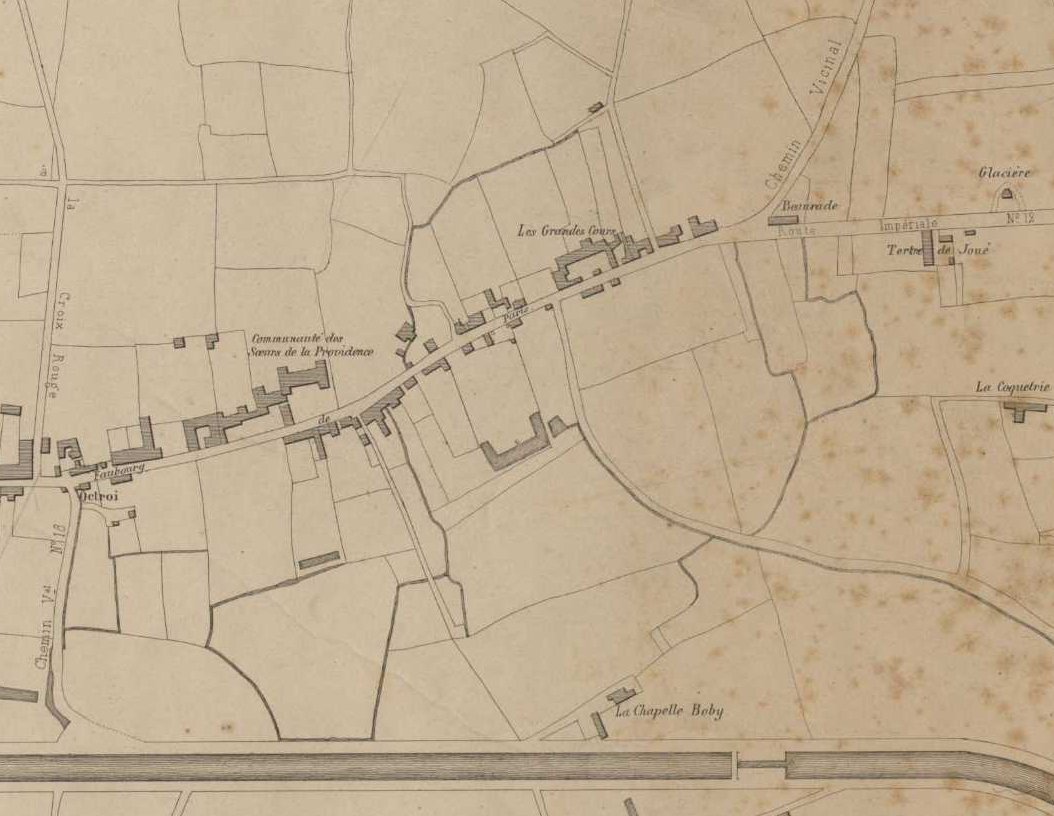
Plan de la rue de Paris en 1854

Tout comme la rue Martenot qui la précède et l'avenue du Général-Leclerc qui la poursuit, la rue de Paris faisait historiquement partie de l'ancienne route de Paris (route nationale 12). 

## Bâtiments remarquables et lieux de mémoire

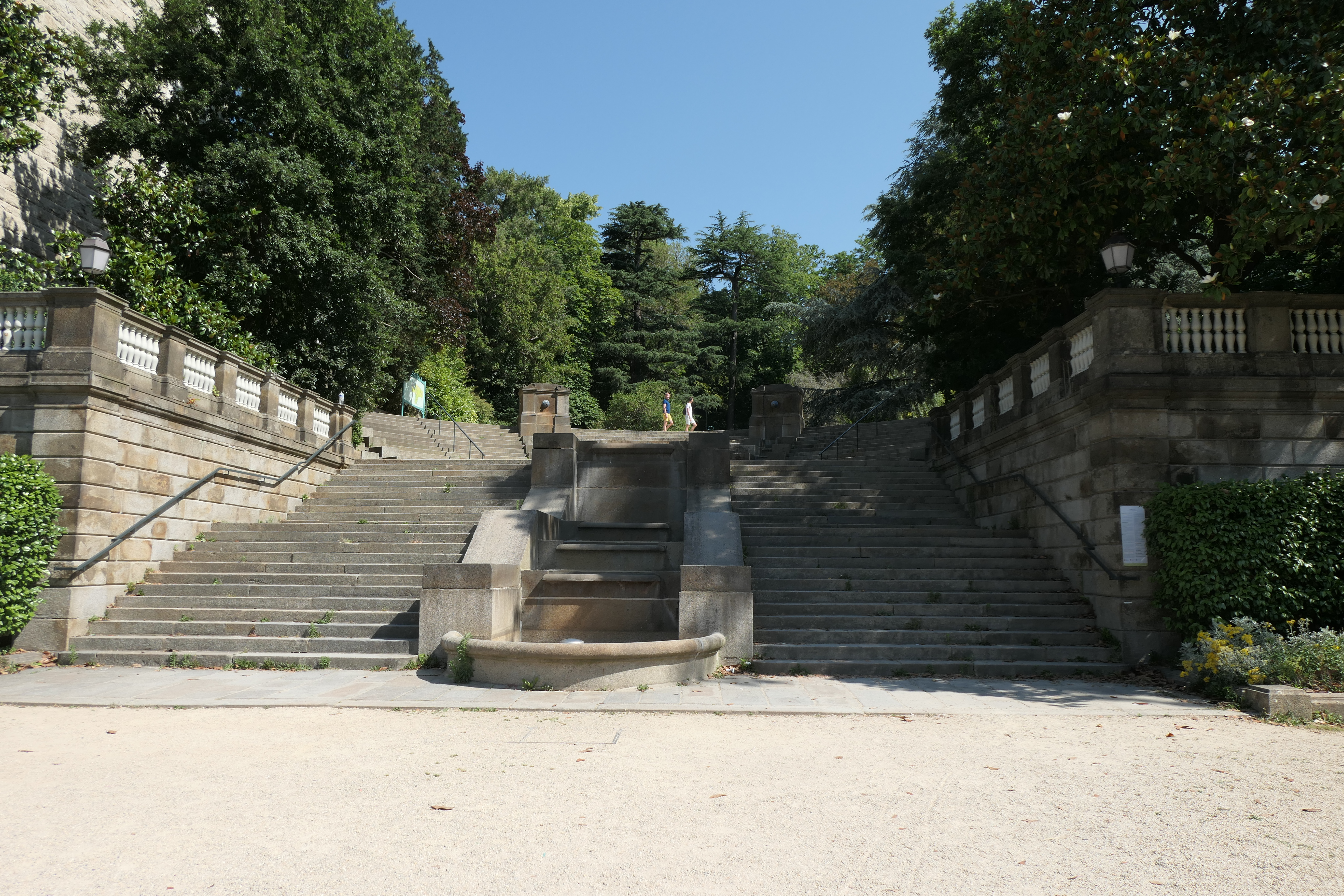
Escalier-fontaine du parc du Thabor

- L’entrée monumentale sud du parc du Thabor[1],[2]
- No 2 : hôtel Maulion[3],[4]
- No 21 : maison[5],[6]
- No 42 : ancien bureau d'octroi de Paris[7],[8]
- No 57-75 : lycée Saint-Vincent Providence de Rennes
- No 78 : imprimerie Oberthur[9],[10]
- No 82 : parc Hamelin Oberthür, lieu de l'ancienne résidence de la famille Oberhür et l'hôtel François-Charles Oberthür[11],[12]
- No 86 : hôtel René Oberthür[13],[14]